# 58 (альбом)
58 — третий студийный альбом российского певца Егора Крида, выпущенный 10 апреля 2020 года российским отделением лейбла Warner Music Group. В записи альбома принимали участие HammAli & Navai, Моргенштерн, Нюша и Dava. Также артист проводил прямую трансляцию в Instagram совместно с певицей Нюша, рассказывая об их треке в альбоме, как он записывался, и немного отходил на тему их отношений. Альбом и первая песня названы в честь родного города артиста. 58 — код Пензенской области. Это первый альбом Егора Крида выпущенный после ухода с лейбла Black Star.

## Список композиций
| №                   | Название                                  | Продюсер            | Длительность |
| ------------------- | ----------------------------------------- | ------------------- | ------------ |
| 1.                  | «58»                                      |                     | 1:52         |
| 2.                  | «Мне всё Монро» (при уч. HammAli & Navai) |                     | 2:19         |
| 3.                  | «Хуракан»                                 |                     | 2:14         |
| 4.                  | «Барби» (при уч. Dava)                    |                     | 2:30         |
| 5.                  | «Девочка с картинки»                      |                     | 2:27         |
| 6.                  | «Mr. & Mrs. Smith» (при уч. Нюши)         |                     | 3:09         |
| 7.                  | «Весёлая песня» (при уч. Моргенштерна)    | Alex Davia          | 3:07         |
| Общая длительность: | Общая длительность:                       | Общая длительность: | 16:58        |

## Чарты
| Чарт (2020)             | Высшая позиция |
| ----------------------- | -------------- |
| Эстония (Eesti Tipp-40) | 5              |
| Латвия (LaIPA)          | 14             |
| Литва (AGATA)           | 92             |